# Ochotona huangensis
Il pica di Tsing Ling (Ochotona huangensis Matschie, 1908) è un mammifero lagomorfo della famiglia degli Ocotonidi.
Veniva un tempo considerato una sottospecie di Ochotona thibetana (Ochotona thibetana huangensis); attualmente, tuttavia, si preferisce classificare questi animali come specie a sé stante.
Vive in Cina meridionale, dove colonizza le aree prative a clima alpino ad altitudini superiori ai 1800 m.
Si tratta di animali diurni e principalmente solitari, attivi in particolare durante le prime ore del mattino ed al crepuscolo, poiché mal sopportano temperature superiori ai 20 °C.

La maggior parte della loro attività consiste nel nutrirsi e raccogliere cibo da mettere ad essiccare nei pressi della tana, allo scopo di consumarlo durante l'inverno: questi animali, infatti, non vanno in letargo ed abbisognano perciò di un approvvigionamento continuo di cibo anche durante l'inverno. Qualora la scorta di cibo accumulata venga ad esaurirsi (il che avviene piuttosto di frequente, a causa della tendenza al furto di questi animali), i pica sono costretti ad avventurarsi all'esterno della tana per usufruire delle scarse risorse reperibili durante i rigidi inverni dei climi in cui vivono.